# Ian Holm
Pour les articles homonymes, voir Holm.
Ian Holm Cuthbert, dit Ian Holm (/ˈiːən həʊm/), est un acteur britannique, né le 12 septembre 1931 à Ilford (Angleterre) et mort le 19 juin 2020 à Londres.
Il est connu, entre autres, pour son rôle de Bilbon Sacquet dans la trilogie du Seigneur des anneaux, ainsi que pour ses rôles dans Alien - Le huitième passager, Les Chariots de feu, De beaux lendemains et Greystoke, la légende de Tarzan.

## Biographie

### Carrière
Acteur prolifique (près d'une centaine de films en 45 ans de présence sur les écrans), Ian Holm commence sa carrière en 1954 sur les planches du Shakespeare Memorial Theatre. Comédien de théâtre confirmé, il fait ses premiers pas devant la caméra en 1966 dans la série télévisée The Body Snatchers[réf. nécessaire]. Il passe au cinéma en 1968 avec L'Homme de Kiev de John Frankenheimer, avant de jouer dans Ah Dieu ! que la guerre est jolie de Richard Attenborough. Ian Holm apparaît dans une dizaine de films dans les années 1970, dont Les Griffes du lion (1972) de Richard Attenborough, Terreur sur le Britannic (1974) de Richard Lester et Alien, le huitième passager (1979), où il campe Ash, l'angoissant androïde.
Mais c'est en 1981 qu'arrive la consécration. Dans Les Chariots de feu de Hugh Hudson, Ian Holm incarne Sam Mussabini, l'entraîneur de deux coureurs de fond anglais en lice pour les Jeux olympiques de 1924. Fidèle à Terry Gilliam (Bandits, bandits et Brazil), il retrouve Hugh Hudson en 1984 pour Greystoke, la légende de Tarzan. Les rôles marquants et les collaborations avec les plus grands metteurs en scène se succèdent : Henry V (1989) et Frankenstein (1994) de Kenneth Branagh, Kafka (1991) de Steven Soderbergh, Le Festin nu (1991) de David Cronenberg, De beaux lendemains (1997) d'Atom Egoyan ou encore Esther Kahn (2000) d'Arnaud Desplechin.
Anobli par la reine d'Angleterre en juin 1998, Ian Holm a participé à de grosses productions où il fait souvent figure d'érudit : prêtre agité dans Le Cinquième Élément (1997), il est Bilbon Sacquet le Hobbit dans la saga Le Seigneur des anneaux (2001-2003), l'aristocrate Sir William Gull dans From Hell (2002) des frères Hughes, un climatologue de renommée mondiale dans Le Jour d'après (2004) ainsi qu'un météorologue s'improvisant mathématicien dans Aviator (2005). En 2012, il reprend son rôle de Bilbon Sacquet âgé dans Le Hobbit, de Peter Jackson, avant de prendre sa retraite.
En 2024, le personnage de l'androïde Ash avec les traits et la voix numérisée par IA de Ian Holm fait son retour dans le film Alien : Romulus de Fede Alvarez. Ce dernier et Ridley Scott affirment avoir reçu l'autorisation enthousiaste de la veuve de l'acteur, Sophie de Stempel, qui précise que son mari adorait le personnage.

## Filmographie

### Cinéma

#### Longs métrages
- 1958 : Girls at Sea (en) de Gilbert Gunn (non crédité)
- 1968 : The Bofors Gun de Jack Gold : Flynn
- 1968 : Le Songe d'une nuit d'été (A Midsummer Night's Dream) de Peter Hall : Puck
- 1968 : L'Homme de Kiev (The Fixer) de John Frankenheimer : Grubeshov
- 1969 : Ah! Dieu que la guerre est jolie (Oh! What a Lovely War) de Richard Attenborough : Raymond Poincaré
- 1970 : Une tête coupée (A Severed Head) de Dick Clement : Martin Lynch-Gibbon
- 1971 : Nicolas et Alexandra (Nicholas and Alexandra) de Franklin J. Schaffner : Yakovlev
- 1972 : Marie Stuart, reine d'Écosse (Mary, Queen of Scots) de Charles Jarrott : David Rizzio
- 1972 : Les Griffes du lion (Young Winston) de Richard Attenborough : George E. Buckle
- 1973 : The Homecoming de Peter Hall : Lenny
- 1974 : Terreur sur le Britannic (Juggernaut) de Richard Lester : Nicholas Porter
- 1976 : La Rose et la Flèche (Robin and Marian) de Richard Lester : le roi Jean sans Terre
- 1976 : Parole d'homme (Shout at the Devil) de Peter Hunt : Mohammed, le domestique muet de O'Flynn
- 1977 : Jésus de Nazareth (Jesus of Nazareth) de Franco Zeffirelli : Zerah
- 1977 : Il était une fois la légion (March or Die) de Dick Richards : El Krim
- 1979 : Alien - Le huitième passager (Alien) de Ridley Scott : Ash
- 1981 : Les Chariots de feu (Chariots of Fire) de Hugh Hudson : Sam Mussabini
- 1981 : Bandits, bandits (Time Bandits) de Terry Gilliam : Napoléon Ier
- 1982 : Le Retour du soldat (The Return of the Soldier) d'Alan Bridges : le docteur Anderson
- 1984 : Laughterhouse de Richard Eyre : Ben Singleton
- 1984 : Greystoke, la légende de Tarzan (Greystoke : The Legend of Tarzan, Lord of the Apes) de Hugh Hudson : capitaine Phillippe D'Arnot
- 1985 : Brazil de Terry Gilliam : Mr. M. Kurtzmann
- 1985 : Wetherby de David Hare : Stanley Pilborough
- 1985 : Un crime pour une passion (Dance with a Stranger) de Mike Newell : Desmond Cussen
- 1985 : Dreamchild : Charles Dodgson (Lewis Carroll) de Gavin Millar
- 1988 : Une autre femme (Another Woman) de Woody Allen : Ken
- 1989 : Henry V de Kenneth Branagh : Fluellen
- 1990 : Hamlet de Franco Zeffirelli : Polonius
- 1991 : Kafka de Steven Soderbergh : le docteur Murnau
- 1991 : Le Festin nu (Naked Lunch) de David Cronenberg : Tom Frost
- 1992 : Blue Ice de Russell Mulcahy : Sir Hector
- 1993 : L'Heure du Cochon de Leslie Megahey : Albertus
- 1994 : Frankenstein de Kenneth Branagh : Baron Frankenstein
- 1994 : La Folie du roi George (The Madness of King George) de Nicholas Hytner : Dr. Willis
- 1996 : À table (Big Night) de Campbell Scott et Stanley Tucci : Pascal
- 1996 : Loch Ness de John Henderson : Water Bailiff
- 1997 : Dans l'ombre de Manhattan (Night Falls on Manhattan) de Sidney Lumet : Liam Casey
- 1997 : Le Cinquième Élément (The Fifth Element) de Luc Besson : Père Vito Cornelius
- 1997 : De beaux lendemains (The Sweet Hereafter) de Atom Egoyan : Mitchell
- 1997 : Une vie moins ordinaire (A Life Less Ordinary) de Danny Boyle : Naville
- 1997 : Incognito de John Badham : John
- 1999 : eXistenZ de David Cronenberg : Kiri Vinokur
- 1999 : Simon le magicien (Simon Magus) de Ben Hopkins : Sirius / Boris / le Diable
- 1999 : Shergar de Dennis C. Lewiston : Joseph Maguire
- 1999 : Le Match du siècle (The Match) de Mick Davis : Big Tam
- 1999 : Wisconsin Death Trip (en) de James Marsh : le narrateur
- 2000 : Le Secret de Joe Gould (en) (Joe Gould's Secret) de Stanley Tucci : Joe Gould
- 2000 : Esther Kahn d'Arnaud Desplechin : Nathan Quellen
- 2000 : Une blonde en cavale (Beautiful Joe) de Stephen Metcalfe (en) : George le Geek
- 2000 : L'Élue (Bless the Child) de Chuck Russell : Père Grissom
- 2000 : Field of Fish de Steve Tanner et Michael Wiese : le narrateur / Tom Maynard vieux
- 2001 : The Emperor's New Clothes d'Alan Taylor : Napoléon Bonaparte / sergent Eugene Lenormand
- 2001 : From Hell d'Albert et Allen Hughes : Sir William Gull / Jack l'Éventreur
- 2001 : Le Seigneur des anneaux : La Communauté de l'anneau (The Lord of the Rings : The Fellowship of the Ring) de Peter Jackson : Bilbon Sacquet
- 2003 : Le Seigneur des anneaux : Le Retour du roi (The Lord of the Rings : The Return of the King) de Peter Jackson : Bilbon Sacquet
- 2004 : Garden State de Zach Braff : Gideon Largeman
- 2004 : Le Jour d'après (The Day After Tomorrow) de Roland Emmerich : Terry Rapson
- 2004 : Aviator (The Aviator) de Martin Scorsese : Professeur Fitz
- 2005 : Chromophobia de Martha Fiennes : Edward Aylesbury
- 2005 : Lord of War d'Andrew Niccol : Simeon Weisz
- 2006 : The Treatment (en) de Oren Rudavsky : Dr. Ernesto Morales
- 2006 : Ô Jérusalem d'Élie Chouraqui : David Ben Gourion
- 2012 : Le Hobbit : Un voyage inattendu (The Hobbit : An Unexpected Journey) de Peter Jackson : Bilbon Sacquet âgé
- 2014 : Le Hobbit : La Bataille des cinq armées (The Hobbit : The Battle of the Five Armies) de Peter Jackson : Bilbon Sacquet âgé
- 2024 : Alien: Romulus : Rook (CGI Visage)

#### Courts métrages
- 1998 : Frog de Roger Eaton et Alan Fleming
- 1999 : Gooseberries Don't Dance d'Andrew Kazamia
- 2002 : Spinning Wheels de Zach Braff : Hood thief

#### Films d'animation
- 2000 : Il était une fois Jésus (The Miracle Maker) : Pontius Pilate
- 2006 : Renaissance : Jonas Muller
- 2007 : Ratatouille : Skinner

### Télévision

#### Téléfilms
- 1974 : May We Come In?
- 1977 : L'Homme au masque de fer (The Man in the Iron Mask) : Duval
- 1978 : Le Voleur de Bagdad (The Thief of Baghdad) : le portier
- 1978 : Les Misérables : Thénardier
- 1979 : S.O.S. Titanic : Joseph Bruce Ismay
- 1979 : À l'Ouest, rien de nouveau (All Quiet on the Western Front) : Himmelstoss
- 1981 : Strike: The Birth of Solidarity : Lech Wałęsa
- 1982 : Inside the Third Reich : Joseph Goebbels
- 1985 : Mr. and Mrs. Edgehill : Eustace Edgehill
- 1985 : The Browning Version : Andrew Crocker-Harris
- 1986 : Murder by the Book : Hercule Poirot
- 1989 : The Tailor of Gloucester : The Tailor
- 1990 : The Endless Game : Control
- 1991 : The Last Romantics : F.R. Leavis
- 1991 : Uncle Vanya: Astrov
- 1991 : Michel-Ange (A Season of Giants) : Laurent de Médicis
- 1994 : The Deep Blue Sea : Sir William Collyer
- 1998 : Le Roi Lear (King Lear) : Lear
- 1998 : Alice au pays des merveilles : À travers le miroir : le Chevalier Blanc
- 1999 : La Ferme des animaux (Animal Farm) : Squealer (voix)
- 2000 : The Last of the Blonde Bombshells : Patrick
- 2002 : Waterbaby : Dieu (voix)
- 2004 : D-Day, leur jour le plus long (D-Day 6.6.1944) : le narrateur (voix)
- 2004 : The Last Dragon : le narrateur (version anglaise) (voix)
- 2009 : 1066 : le conteur (voix)

#### Séries télévisées
- 1965 : The Wars of the Roses : Richard duc de Gloucester (futur Richard III)
- 1972 : The Man from Haven : Jack Byron Lever
- 1974 : Napoleon and Love : Napoléon Ier
- 1977 : Jésus de Nazareth (Jesus of Nazareth): Zerah
- 1978 : Holocauste (Holocaust) : Heinrich Himmler
- 1978 : Génération perdue (The Lost Boys) : J. M. Barrie
- 1980 : We, the Accused : Paul Pressett
- 1981 : Strike: The Birth of Solidarity : Lech Wałęsa
- 1982 : The Bell : Michael Meade
- 1985 : Television : le narrateur
- 1988 : Game, Set, and Match : Bernard Samson
- 1992 : Les Cadavres exquis de Patricia Highsmith : Christopher Waggoner
- 1992 : The Borrowers : Pod Clock
- 1993 : The Return of the Borrowers : Pod Clock
- 2005 : Strangers with Candy : Dr Putney

### Radio
- 1981 : Le Seigneur des anneaux : Frodon

## Distinctions
- Commandeur de l'Ordre de l'Empire britannique (CBE), 1990
- Chevalier, 1998[4]

## Voix françaises
- Marc Cassot (*1923 - 2016) dans :
  - La Communauté de l'anneau
  - Le Retour du roi
  - Le Jour d'après
  - Renaissance (voix)
  - Le Hobbit : Un voyage inattendu
  - Le Hobbit : La Bataille des Cinq Armées

- Roger Carel[5] (*1927 - 2020) dans :
  - Bandits, bandits
  - Kafka
  - Lord of War

- Serge Lhorca (*1918 - 2012) dans :
  - Marie Stuart, Reine d'Écosse
  - Une autre femme

- Philippe Laudenbach (*1936 - 2024) dans :
  - La Folie du roi George
  - Une vie moins ordinaire

Et aussi
- Roland Ménard (*1923 - 2016) dans La Rose et la Flèche
- Gabriel Cattand (*1923 - 1997) dans Jésus de Nazareth (mini-série)
- Jacques Thébault (*1924 - 2015) dans Alien, le huitième passager
- René Arrieu (*1924 - 1982) dans Le Voleur de Bagdad (téléfilm)
- Claude Joseph (*1926 - 1995) dans Les Chariots de feu
- Marc de Georgi (*1931 - 2003) dans Greystoke, la légende de Tarzan
- Philippe Ogouz (*1939 - 2019) dans Brazil[5]
- Claude Giraud (*1936 - 2020) dans Hamlet
- Pierre Hatet (*1930 - 2019) dans Blue Ice
- Michel Paulin dans Les Derniers Romantiques[5] (téléfilm)
- Michel Fortin (*1937 - 2011) dans Dans l'ombre de Manhattan
- Michel Ruhl (*1934 - 2022) dans Le Cinquième Élément
- Jean-Pierre Moulin dans Alice au pays des merveilles : À travers le miroir (téléfilm)
- Yves Barsacq (*1931 - 2015) dans EXistenZ
- Gérard Rinaldi (*1943 - 2012) dans La Ferme des animaux[5] (téléfilm - voix)
- Bernard Dhéran (*1926 - 2013) dans From Hell
- Jean Lescot (*1938 - 2015) dans Aviator
- Bernard-Pierre Donnadieu (*1949 - 2010) dans Garden State
- Olivier Hémon (*1950 - 2022) dans Chromophobia
- Féodor Atkine dans Ô Jérusalem[5]
- Julien Kramer dans Ratatouille (voix)